# FC Gorodeya
El FC Gorodeya (en bielorruso: ФК Гарадзея, FK Garadzeya) fue un equipo de fútbol de Bielorrusia que alguna vez jugó en la Liga Premier de Bielorrusia, primera división de fútbol en el país.

## Historia
Fue fundado en el año 2004 en la ciudad de Haradzeya originalmente como un equipo de fútbol sala, ya que tres años después incursional por primera vez en la Copa de Bielorrusia.
En 2008 se une a la Segunda Liga de Bielorrusia, y luego de ganar el título de la categoría dos años después juega por primera vez en la Primera Liga de Bielorrusia.
En 2015 logra el ascenso a la Liga Premier de Bielorrusia por primera vez en su historia.

## Palmarés
- Segunda Liga de Bielorrusia: 1

2010